# Вулиця Пантелеймона Куліша (Київ)
Ву́лиця Пантелеймо́на Куліша́ — вулиця в Дніпровському районі міста Києва, розташована у місцевостях Микільська Слобідка та Лівобережний масив. Пролягає від вулиці Всеволода Нестайка до площі Пантелеймона Куліша, вулиць Митрополита Андрея Шептицького та Андрія Аболмасова. Прилучається Каховська вулиця.

## Історія

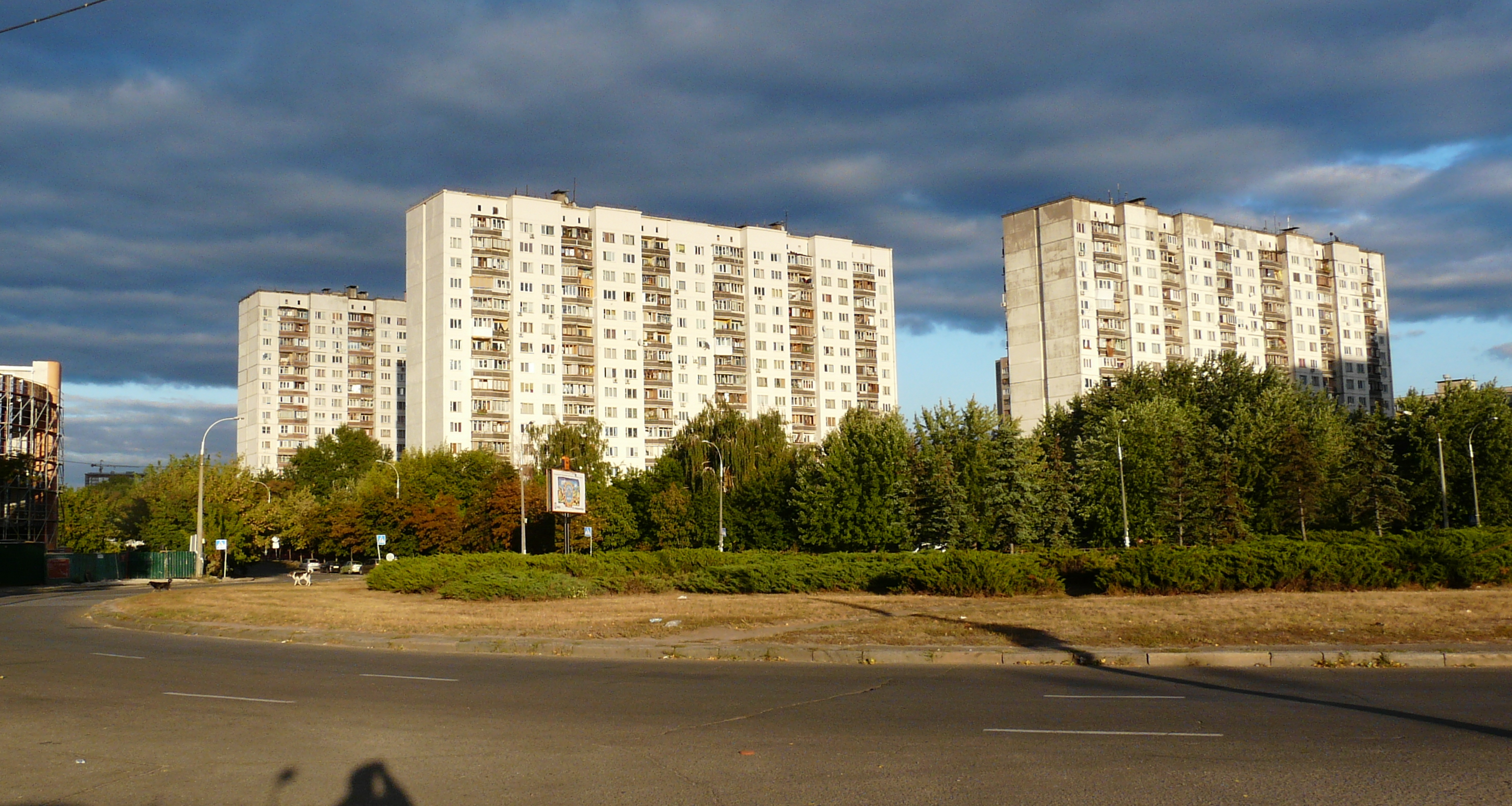
будинки №№ 19, 17 і 15 серії БПС-6 1976 р. побудови

Вулиця виникла в середині XX століття під назвою 908-ма Нова. 1953 року набула назву «Челябінська». У 1-й половині 1970-х років вулицю переплановано, повністю змінено її забудову.
2022 року, у межах дерусифікації, вулицю було перейменовано на честь українського письменника Пантелеймона Куліша.

## Установи та заклади
- Спеціалізована школа І-ІІІ ступенів № 65 м. Києва з поглибленим вивченням іноземних мов (буд. № 5)
- Школа джазового та естрадного мистецтва (раніше — Дитяча музична школа № 34) (буд. № 7а)